# Apsilochorema mancum
Apsilochorema mancum is een schietmot uit de familie Hydrobiosidae. De soort komt voor in het Oriëntaals gebied.